# Bordertown (Australië)
Bordertown is een plaats in de Australische deelstaat Zuid-Australië. Bordertown is de hoofdplaats van de Tatiara District Council. In 2016 telde Bordertown 2.953 inwoners.

## Geboren in Bordertown
- Bob Hawke (1929-2019), 23e premier van Australië